# Kathy Acker
Kathy Acker (18 de abril de 1944-30 de noviembre de 1997), registrada al nacer como Karen Lehman, fue una novelista estadounidense experimental, poeta punk, dramaturga, ensayista y escritora feminista prosexo. Su escritura fue influida por los poetas de Black Mountain School, el escritor William S. Burroughs, el artista y teórico David Antin, la teoría crítica francesa, la filosofía, el misticismo y la pornografía.

## Biografía
Kathy Acker nació en la ciudad de Nueva York y fue registrada con el nombre de Karen Lehman. Sus padres fueron Donald y Claire Lehman. Existen algunas dudas sobre el año de su nacimiento, 1947; la Biblioteca del Congreso de Estados Unidos registra su nacimiento en el año 1948, mientras que la mayoría de los obituarios señalan que nació en 1944. El embarazo de Claire Lehman no estaba planeado, y Donald la abandonó antes de que Kathy naciera. Claire volvió a casarse inmediatamente y formó una relación que, años después, Kathy describiría como un matrimonio sin pasión con un hombre inútil; fue su padrastro Albert Alexander quien la registró con su apellido. Kathy Acker fue criada en la casa de su padrastro, en el entonces próspero Upper East Side de la ciudad de Nueva York. La relación que Kathy mantuvo con su dominante madre estuvo plagada de hostilidad y ansiedad hasta su adultez, ya que Acker se sentía no deseada y no querida. 
Aunque su nombre de nacimiento era Karen, sus familiares y amigos la llamaban Kathy. 
En 1966 se casó con Robert Acker y cambió su apellido de Lehman a Acker. Su primera publicación fue a mediados de los 70 como parte de la floreciente escena literaria underground de Nueva York. Como muchas otras jóvenes artistas y escritoras de la época que luchaban por mantener su carrera, Kathy trabajó como bailarina de estriptis. Durante este empleo conoció y escuchó las historias de otras mujeres, mujeres muy distintas a las que hasta entonces había conocido en su vida. Estas historias influyeron notablemente su obra literaria. En la década de los 70 se mudó varias veces entre San Francisco, San Diego y Nueva York. Se divorció de Robert Acker y, tras siete años de relación, se casó con el compositor y músico experimental Peter Gordon. Luego mantuvo relaciones con el teórico, editor y crítico Sylvère Lotringer y después con el cineasta y teórico Peter Wollen. En 1996, Kathy dejó San Francisco para mudarse a Londres con el escritor y crítico de música Charles Shaar Murray.
Se casó dos veces y, aunque la mayoría de sus relaciones fueron con hombres, era abiertamente bisexual. En 1979 ganó el premio Pushcart Prize con su relato “New York City in 1979”. A principios de la década de los 80 vivió en Londres, en donde escribió gran parte de su más reconocida obra literaria. A finales de esa década regresó a los Estados Unidos y trabajó alrededor de seis años en el San Francisco Art Institute como profesora adjunta, y luego como profesora visitante en distintas universidades, entre las que destacan la Universidad de Idaho, la Universidad de California en San Diego, la Universidad de California en Santa Bárbara, el Instituto de las Artes de California y Roanoke College. 
En 1996 le diagnosticaron cáncer de mama y decidió someterse a una doble mastectomía. En enero de 1997 escribió sobre su descreímiento en la medicina tradicional en el artículo titulado El don de la enfermedad, publicado originalmente en el periódico The Guardian; en su texto, Acker explica cómo fue desencantándose de la pasividad del ser paciente dentro de la medicina occidental, luego de someterse a una infructuosa cirugía que la dejó sintiéndose físicamente mutilada y emocionalmente debilitada y por qué, como paciente, comenzó a buscar ayuda y consejo de nutriólogos, acupunturistas, curanderos y hierberos chinos, sintiendo más interés por la ideología y afirmaciones brindados por la medicina alternativa. La atrajo la idea de ser más que sólo un objeto de conocimiento para la medicina occidental; en la medicina alternativa, el paciente podía convertirse en vidente, en un investigador de sabiduría y, en este sentido, la enfermedad se volvía una maestra y el enfermo en un alumno de ésta. Tras un año y medio de someterse a distintas prácticas de medicina alternativa en Inglaterra y Estados Unidos, Kathy Acker falleció en una clínica alternativa para el cáncer en Tijuana, México. Murió en la habitación 101, detalle que no pasó desapercibido por su amigo Alan Moore, quien dijo: “No hay nada que esta mujer no convirtiera en una referencia literaria”.[cita requerida]

## Educación
Estuvo inscrita en un curso de licenciatura sobre literatura clásica en la Universidad Brandeis antes de decidirse por escribir novelas y mudarse a California e inscribirse en la Universidad de California en San Diego, en donde recibió clases de David Antin y Jerome Rothenberg, graduándose en 1968. Luego se mudó a Nueva York, en donde asistió dos años -aunque nunca se graduó- a la maestría en clásicos con especialización en griego en la Universidad de la Ciudad de Nueva York. Durante el tiempo que estuvo en Nueva York trabajó como secretaria, archivista, estríper, así como perfomancera porno.[cita requerida]

## Panorama literario
Kathy Acker está asociada al movimiento punk de Nueva York de finales de los 70 y principios de los 80. La estética punk tuvo una influencia significativa en su estilo literario. Su obra retoma muchos de los elementos experimentales de los autores William S. Burroughs y Marguerite Duras. Sus estrategias de escritura en ocasiones son las del pastiche y la técnica cut-up o de recortes implementada por Burroughs, que implica cortar y revolver pasajes y enunciados y construir sus propias mezclas aleatorias. Acker definió su estilo dentro de la existente tradición europea del post-nouveau roman. En sus textos combina elementos biográficos con elementos de poder, sexo y violencia. La crítica muchas veces compara su escritura con la de Alain Robbe-Grillet y Jean Genet. Igualmente, los críticos han encontrado elementos que vinculan su obra con la de la escritora Gertrude Stein y las fotógrafas Cindy Sherman y Sherry Levine. Las novelas de Acker también muestran una fascinación inspirada en los tatuajes, incluso dedica su novela El imperio de los sinsentidos a su tatuador. 
Acker publicó su primer libro, Politics, en 1972. Aunque esta colección de poemas y ensayos no obtuvo la suficiente atención de la crítica o el público, sí le dio una reputación dentro de la escena punk en Nueva York. En 1973 publicó su primera novela, The Childlike Life of the Black Tarantula: Some Lives of Murderesses con el seudónimo "Black Tarantula". En 1974 publicó su segunda novela: I Dreamt I Was a Nymphomaniac: Imagining. En 1979, recibe más atención pública, debido a que obtiene el premio Pushcart Prize con su relato New York City in 1979; sin embargo, la atención de la crítica no  vendría hasta 1982, cuando publicó Great Expectations. El inicio de la novela es claramente una reescritura del clásico homónimo de Charles Dickens. Ese mismo año publica el chapbook titulado Hello, I’m Erica Jong En 1983, escribió el guion para la película Variety, dirigida por Bette Gordon y con las actuaciones de Nan Goldin, Will Patton y Luis Guzmán. En 1984, publica la novela Blood and Guts in Highschool (traducida al español como Aborto en la escuela), que sería también su primer libro en el Reino Unido.
Publicó varias de sus novelas en la editorial Grove Press. También publicó su trabajo en diversas revistas y antologías, entre las que destacan RE/Search, Angel Exhaust, Monochrom and Rapid Eye. Hacia el final de su vida, su trabajo tuvo una mejor recepción por parte de publicaciones más convencionales, The Guardian publicó muchos de sus ensayos, entrevistas y artículos; entre ellos, una entrevista que Kathy Acker realizó a las Spice Girls.
A pesar del gran reconocimiento que obtuvo su novela Great Expectations (traducida al español como Grandes esperanzas), es Blood and Guts in Highschool la que se considera su obra más importante. Publicada en 1984, es una de sus más extremas exploraciones de la sexualidad y la violencia. La novela narra las experiencias de Janey Smith, una adicta al sexo que padece una enfermedad pélvica inflamatoria, enamorada de su padre, que la explota y vende como esclava. Muchas de las críticas hacia la novela tenían que ver con que la obra fue percibida como una degradación de la figura de la mujer; en Alemania, la novela se prohibió completamente. 
En 1988, publicó Empire of the Senseless (traducida al español como El imperio de los sinsentidos), novela considerada coyuntural en su escritura. En El imperio de los sinsentidos, Kathy Acker continúa apropiándose y tomando de otros textos, incluida la novela Las aventuras de Huckleberry Finn, de Mark Twain, y aunque esta apropiación es menos obvia, no lo es, sin embargo, la que hace del Neuromante, de William Gibson, reinterpretación controvertida por la equivalencia al cuerpo femenino y sus implicaciones militares. La novela está narrada desde las voces de dos terroristas, Abhor, mitad humana-mitad robot, y su amante Thivai, y la historia se desarrolla en una París posrevolucionario y en ruinas. Como todo el trabajo de Kathy Acker, El imperio de los sinsentidos también incluye sexualidad y violencia gráficas; sin embargo, su interés en el lenguaje es más profundo y consciente que en sus trabajos anteriores. Ese mismo año publicó Literal Madness: Three Novels, que incluye tres trabajos previamente publicados: Florida, Kathy Goes to Haiti y My Death, My Life by Pier Paolo Pasolini.[cita requerida]
Entre 1990 y 1993 publicó cuatro libros más: In Memoriam to Identity (1990), Hannibal Lecter, My Father (1991), Portrait of an Eye: Three Novels (1992) y My Mother: Demonology (1992). Su última novela, Pussy, King of the Pirates (1996), muestra un ensanchamiento de las nuevas necesidades y los nuevos intereses que tuvo con su escritura hacia el final de su vida, ya que es una pieza más humorística y fantasiosa, y refleja además un interés en elementos de la filosofía oriental que no estaban presentes en sus anteriores trabajos.[cita requerida]